# Michał Gembiak
 (juin 2014).
 (juin 2016).
Michał Gembiak (né le 11 août 1985) est un pilote motonautique polonais, il représente le club de KS Posnania Poznań.

## Biographie
Il commence sa carrière dans la classe JT-250, avant de se lancer dans la classe T-550.
L'année 2009 est la plus fructueuse pour Gembiak, il remporte la médaille d'argent lors du championnat du monde, peu de temps après il devient champion d'Europe et se classe premier au championnat de Pologne. Par ailleurs, la même année il obtient sa maîtrise de pharmacie à l'Université de médecine Karol Marcinkowski à Poznań.